# 祥太郎、麻衣・CURE HOUSE
祥太郎、麻衣・CURE HOUSE（しょうたろう、まい・くあはうす）（"くわはうす"とも）はFM-FUJIをキーステーションに放送されていたラジオ番組・アニラジ。
番組名の表記の方法は各メディアごとで中黒、句点、読点などの位置、付く付かないで微妙な違いがある。リスナーの指摘もあって、正式なタイトルを森久保が番組内で発表する羽目になった。正式なタイトルは森久保が発表するまで、中原も知らなかった。お互いの呼び方は祥兄、麻衣であった。この番組では中原は森久保にツッコミを入れていた。後輩(間島淳司)が先輩(椎名へきる)にツッコミを入れる流れは後継番組の「へきる・淳司 NATURE」にも引き継がれている。

## 概要
アーツビジョン付属の養成所・日本ナレーション演技研究所提供で、2002年4月に放送開始。同社提供のVOICE CREWとは違う放送局で並行しながら放送していた。これらの番組は一般的なアニラジとは違い、出演者のフリートークや、歌謡曲・洋楽などを多数流す構成となっている。CMの声はVOICE CREWとは違い、森久保と中原のものと、山本麻里安のものが流れている。
番組は2007年3月25日放送分をもって終了となり、後番組として「へきる・淳司 NATURE」が放送された。

## パーソナリティー
- 森久保祥太郎
- 中原麻衣

時折、日本ナレーション演技研究所関係者を中心としたゲストが出演する事もある。

## 放送局
- 新潟放送 日曜 22:30 - 23:00
- 東海ラジオ 月曜21:00 - 21:30 → 土曜21:30 - 22:00 → 日曜 23:00 - 23:30
- KBS京都  日曜 20:50 - 21:20
- RKB毎日放送 日曜 24:30 - 25:00

東海ラジオ（土曜日移行後）、RKBは野球中継延長の際に放送時間が繰り下げされる事があった。

### 一時期ネットしていた放送局
- 山陽放送

## 主なコーナー
祥太郎 MUSIC MEMORY
森久保が自身のお気に入りの曲に関して語り（主に洋楽や自身が所属しているAN's ALL STARSの楽曲）、その曲を流す。
麻衣 MY REPORT
前番組より引き継いでの中原の単独コーナー。コーナーの趣旨は一貫しておらず、番組末期はリスナーからの恋バナ（恋愛の話）に対するアドバイスやトークが中心となっていた。
これらのコーナーはゲスト登場回などには休止となる場合があった。
| FM-FUJI 日曜日23:30〜24:00   | FM-FUJI 日曜日23:30〜24:00                  | FM-FUJI 日曜日23:30〜24:00 |
| 前番組                       | 番組名                                      | 次番組                     |
| ---------------------------- | ------------------------------------------- | -------------------------- |
| 愛日・麻衣のあい♥まいSTATION | 祥太郎、麻衣・CURE HOUSE （2002.4〜2007.3） | へきる、淳司 NATURE        |
| 日ナレシリーズ               |                                             |                            |
| 愛日・麻衣のあい♥まいSTATION | 祥太郎、麻衣・CURE HOUSE                    | へきる、淳司 NATURE        |